# 피녜토역
피녜토(이탈리아어: Pigneto) 역은 로마 지하철 C선의 역이다. 프레네스티노라비카노 구의 피녜토 로와 카실리나 순환도로의 교차로에 위치해 있다.
2015년 6월 운영에 들어갔으며 차후 라치오 철도 1호선과 3호선, 그리고 국영철도와도 환승되는 역이 새로 지어질 예정이다.

## 역사
2007년 공사에 들어가 2015년 1월 완공되었으며 2015년 6월 29일에 운영에 들어갔다..
2017년 7월 13일부터는 피녜토 철도역 공사가 시작되어 2020년에 완공될 예정이다. 역이 완공되면 지하철 C선과 일반 철도 간의 환승이 가능해질 전망이다..

## 환승
- 철도역 (산토엘레나 역, 로마-자르디네티 선)
- 버스 정류장 (ATAC 운영 노선)